# IceApe
IceApe byla odnož balíku webových aplikací Seamonkey. Jednalo se o projekt GNU, který se snažil o vytvoření svobodné verze Seamonkey. IceApe oproti „klasickému“ SeaMonkey neobsahoval nástroj na hlášení informací o pádu (Talkback) a logo Seamonkey, které je ochrannou známkou Mozilla Foundation. IceApe byl součástí linuxové distribuce Debian od verze 4.0 až do prosince 2013, kdy přestal být udržován.

## Součásti balíku IceApe
- IceApe Navigator – webový prohlížeč
- Iceape Composer – HTML editor typu WYSIWYG
- Iceape Mail & Newsgroups – Emailový klient i diskusních skupin
- Iceape Address Book – Adresář
- Chatzilla – IRC klient
- Iceape Calendar – Kalendář (neoficiální část balíku)

### IceApe Composer
IceApe Composer je WYSIWYG HTML editor. Uživatelské rozhraní obsahuje 4 možnosti zobrazení, a to Normální (WYSIWYG), HTML značky, HTML kód a Náhled prohlížeče. Výchozí generovaný kód je v HTML 4.01 Transitional.

### IceApe Mail & Newsgroups
IceApe Mail & Newsgroups je klasický emailový klient obsahující antispam, filtrování zpráv, adresář kontaktů nebo podporu více účtů.

## Rozdíly oproti Seamonkey
IceApe byl téměř totožný se Seamonkey, ale lišil se v následujících věcech:
- Neobsahoval logo Seamonkey a související grafiku, které jsou ochranné známky.
- Neobsahoval nástroj Talkback na hlášení informací o pádu aplikace, protože tato aplikace má nesvobodnou licenci.
- Využíval službu na vyhledávání zásuvných modulů, která vyhledávala pouze v těch svobodných.

V závislosti na verzi pak mohl IceApe obsahovat i některé další modifikace zdrojového kódu.